# Kinyamaganga (vattendrag i Burundi, Muyinga)
Kinyamaganga är ett vattendrag i Burundi.   Det ligger i provinsen Muyinga, i den nordöstra delen av landet, 130 kilometer öster om huvudstaden Bujumbura.
I omgivningarna runt Kinyamaganga växer huvudsakligen savannskog. Runt Kinyamaganga är det ganska tätbefolkat, med 72 invånare per kvadratkilometer.